# راهزن (فیلم ۲۰۲۲)
راهزن (به انگلیسی: Bandit) یک فیلم جنایی و زندگی‌نامه‌ای کانادایی محصول سال ۲۰۲۲ به کارگردانی آلن اونگار با بازی جاش دوهامل، مل گیبسون، الیشا کاتبرت و نستر کاربونل است. این فیلم بر اساس داستان واقعی زندگی گیلبرت گالوان جونیور با نام مستعار راهزن پرنده است که با موفقیت از زندان میشیگان فرار کرد و از مرز کانادا عبور کرد و در حالی که توسط یک گروه ضربت پلیس تعقیب می‌شد، به سرقت از ۵۹ بانک و جواهرات فروشی پرداخت. گالوان همچنان رکورددار بیشترین سرقت‌های متوالی در تاریخ کانادا است. فیلمنامه کریگ ونمن عمدتاً بر اساس مصاحبه‌ها و روایت‌هایی است که در رمان راهزن پرنده نوشته رابرت ناکل با اد. آرنولد ارائه شده‌است.

## داستان
فیلم روایتگر پس از فرار از زندان میشیگان، یک جنایتکار حرفه‌ای هویت جدیدی در کانادا به خود می‌گیرد، به سرقت از ۵۹ بانک و جواهرات فروشی بی‌سابقه می‌رود…

## تولید
در ابتدا قرار بود فیلمبرداری در ونکوور و اتاوا انجام شود، اما به دلیل همه‌گیری کووید ۱۹ فیلمبرداری به جورجیا منتقل شد. فیلمبرداری اصلی در ماه مه و ژوئن ۲۰۲۱ در سرتاسر جورجیا انجام شد.

## انتشار
این فیلم در ۲۳ سپتامبر ۲۰۲۲ در سینماهای ایالات متحده و کانادا اکران شد و بر روی پلتفرم‌های دیجیتال نیز در دسترس قرار گرفت.

## پاسخ انتقادی
در راتن تومیتوز بر اساس رای ۲۹ منتقد فیلم امتیاز ۷۶ درصدی دارد.